# Статуи Айн-Газаля
Статуи Айн-Газаля  — монументальные скульптуры, найденные на территории поселения Айн-Газаль (Иордания) и датируемые периодом докерамического неолита B (VII тысячелетием до н. э.). Одни из самых ранних известных крупноформатных скульптурных изображений человека. Большинство статуй находится в Музее Иордании в Аммане; одна экспонируется в Лувре. Одна из двухголовых статуй экспонировалась в Лувре Абу-Даби.

## История обнаружения и датировка
Древнее поселение Айн-Газаль было обнаружено в 1974 году во время строительства дороги в окрестностях Аммана. В 1980-х годах там начались археологические работы; в 1983 году были найдены статуи, вскоре ставшие всемирной сенсацией. Они были отправлены для изучения и реставрации в Археологический институт в Лондоне. Двумя годами позже, в 1985 году, археологи обнаружили второй слой, содержавший статуи. Статуи второго слоя изучались и реставрировались в Смитсоновском институте. В общей сложности было найдено 32 статуи. Первый слой содержал 25 статуй (13 в полный рост и 12 бюстов), датированных 6750 годом (+/— 80 лет) до н. э. Во втором слое было 7 статуй (2 в полный рост, 3 двуглавых бюста и два фрагмента голов); их специалисты отнесли к 6570 (+/— 110 лет) году до н. э.. В то время как большинство авторов однозначно датируют статуи 7-м тысячелетием до н. э., в некоторых источниках их возраст указывается как более ранний: начало или конец 8-го тысячелетия до н. э. Во всяком случае, статуи Айн-Газаля принадлежат к числу наиболее ранних скульптурных изображений человека почти в натуральную величину (их высота достигает метра, тогда как большинство скульптур эпохи неолита имеют миниатюрные размеры). Долгое время они считались самыми ранними, пока в 1989 году в Турции не были найдены подобные статуи, датируемые 10-м тысячелетием до н. э.

## Описание

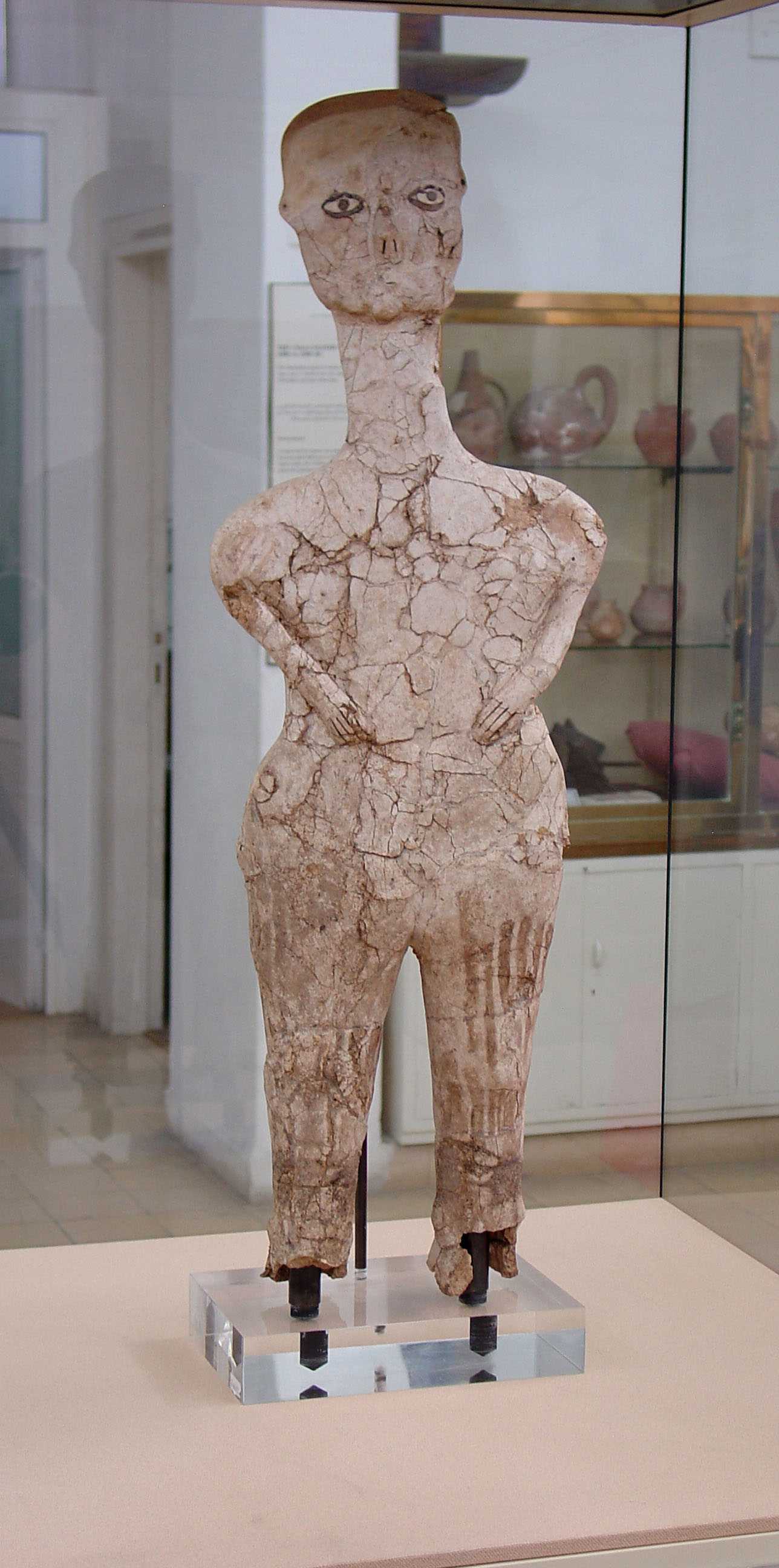
Статуя из Музея Иордании

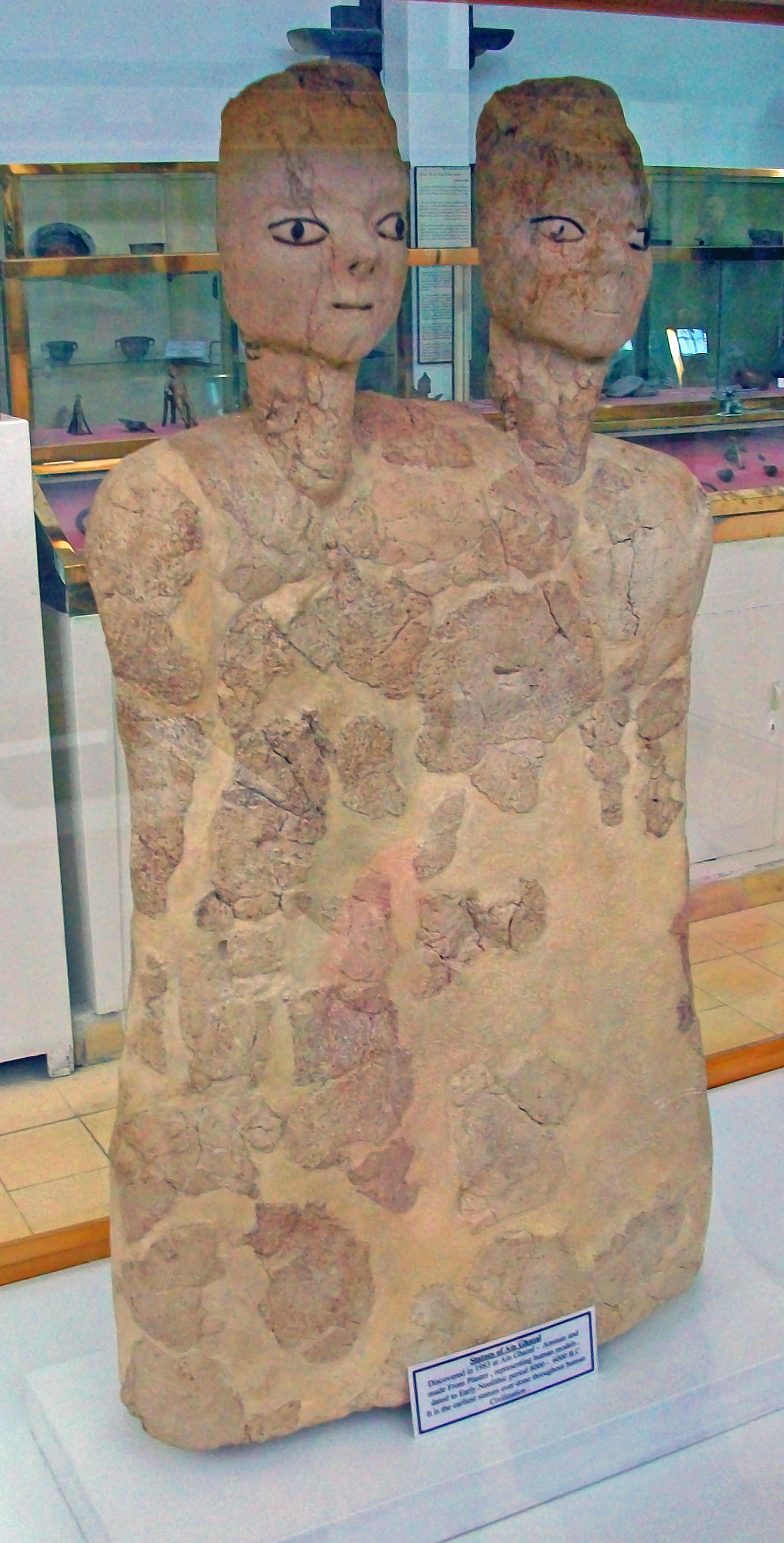
Двухголовая статуя из Музея Иордании

Все статуи Айн-Газаля представляют собой человеческие фигуры или бюсты. Некоторые из них имеют по две головы, что уникально для докерамического неолита B (хотя подобные находки более позднего периода нередки). Полноростовые статуи имеют высоту около метра (90—104 см); бюсты — от 35 до 86 см. Все они находились под полом необитаемых помещений, в углублениях, созданных, по-видимому, специально для них, и, вероятно, во время погребения были в хорошем состоянии. Примечательно, что статуи в захоронениях ориентированы с востока на запад. Все они созданы в одной технике: каркас из тростника, покрытый толстым слоем штукатурки. При большой высоте статуи имеют малую толщину — 5-10 см — то есть являются почти плоскими. Тем не менее, они, вероятно, могли стоять вертикально. У статуй непропорционально большие головы и удлинённые шеи; некоторые имеют по шесть пальцев на ногах и от четырёх до семи пальцев на руках. Половые органы отсутствуют; слегка намечены груди и ягодицы. Черты лица своеобразны: очень маленькие носы, крошечные рты, огромные, широко посаженные глаза. Углублённые контуры глаз обводились смесью битума и древесного угля; нижние веки часто посыпались порошком зелёного диоптаза. Вероятно, статуи были полихромными: на многих из них, особенно из первого слоя, сохранились следы пигментов, в том числе красные и чёрные полосы, возможно, изображавшие элементы одежды. Не исключено также, что статуи имели настоящую одежду, волосы из камыша и различные украшения: всё это не сохранилось, но некоторые особенности отделки позволяют высказывать подобные предположения.

## Значение и символика
Дениз Шмандт-Бессера в своей работе «‘Ain Ghazal „Monumental“ Figures: A Stylistic Analysis» (2013) приводит различные версии о предназначении айн-газальских статуй. Зачастую скульптура эпохи неолита представляет собой изображения особо почитавшихся предков или убитых врагов. Однако в отношении статуй Айн-Газаля это маловероятно, в первую очередь потому, что многие из них — двухголовые. 
Более правдоподобная гипотеза предполагает, что они могли быть связаны с магическими ритуалами, такими как экзорцизм, в которых вместо самого человека использовались замещающие его фигурки. Сохранились тексты, свидетельствующие о том, что подобные ритуалы проводились, в частности, в Вавилоне, причём после ритуала эти фигурки не уничтожали, а захоранивали. В пользу этой гипотезы говорит материал статуй, явно не рассчитанный на долговечность, их захоронение в заброшенных домах и общий вид — плоские тела, белые лица, странные анатомические особенности. Весьма вероятно поэтому, что айн-газальские статуи изображали не людей, а духов. С другой стороны, фигурки, использовавшиеся в магических ритуалах, были маленькими и лепились просто из глины, без использования более сложных технологий. Кроме того, духи не изображались ни двухголовыми, ни в виде женщин с обнажённой грудью. 
Наконец, по третьей версии, статуи являются изображениями богов. Боги-близнецы встречаются в ближневосточной иконографии со времён неолита до 3-го тысячелетия до н. э.; известны также божества с несколькими лицами. В пользу этой версии говорит также то, что одна из статуй представляет собой женщину, придерживающую руками объёмно вылепленные груди. Ещё две статуи повторяют этот жест, хотя одна из них повреждена, а у второй грудь и руки едва намечены. Известно, что в такой позе изображались божества изобилия, в том числе Инанна-Иштар. Таким образом, если двухголовые и женские статуи прекрасно вписываются в теорию пантеона богов, вполне возможно, что и остальные статуи изображают некие божества. В контексте подобной гипотезы странным остаётся лишь то, что статуи богов захоранивались в заброшенных местах. Этому находится объяснение, если предположить, что айн-газальские статуи связаны с широко распространённым архетипом умирающего и воскресающего бога. Возможно, все они были изображениями божеств, умирающих, чтобы воскреснуть и обеспечить плодородие следующей весны.